# Garadacimab
Garadacimab ist ein Arzneistoff aus der Gruppe der monoklonalen Antikörper. Unter dem Namen Andembry (Hersteller: CSL Behring) wurde er im Februar 2025 in der Europäischen Union zugelassen zur Behandlung des hereditären Angioödems (HAE), einer seltenen Erbkrankheit, die zu episodischen Flüssigkeitseinlagerungen und Schwellungen (Ödemen) der Unterhaut führt, die lebensbedrohlich sein können.

## Eigenschaften
Garadacimab ist ein vollständiger, humaner, monoklonaler IgG4λ-Antikörper, der an die katalytische Domäne des aktivierten Faktors XII (FXIIa) bindet. FXIIa ist der erste Faktor in der Gerinnungskaskade, der im Kontaktsystem aktiviert wird und zur Produktion von Bradykinin führt. Die Hemmung von FXIIa verhindert die Aktivierung von Prekallikrein zu Kallikrein und die Bildung von Bradykinin, das bei HAE-Attacken mit Entzündungen und Schwellungen einhergeht.
Garadacimab wird in Ovarialzellen des chinesischen Hamsters (CHO-Zellen) durch rekombinante DNA-Technologie hergestellt. Er hat eine molare Masse von etwa 146 kDa.

## Medizinische Verwendung
Das zugelassene Anwendungsgebiet umfasst die routinemäßige Vorbeugung von rezidivierenden Anfällen des hereditären Angioödems (HAE) bei erwachsenen und jugendlichen Patienten ab 12 Jahren.
Die Verabreichung erfolgt subkutan (Injektion in das Unterhautfettgewebe).

## Nebenwirkungen und Anwendungsbeschränkungen
Sehr häufige Nebenwirkungen von Garadacimab sind Reaktionen an der Injektionsstelle, einschließlich Erythem, Blutergüsse und Juckreiz.

## Klinische Prüfung
Die Zulassung beruht auf den Ergebnissen der doppelblinden, randomisierten, placebokontrollierten Phase-3-Studie VANGUARD und ihrer offenen Erweiterungsstudie. Über einen Zeitraum von 6 Monaten der Behandlung hatten Patienten, denen Garadacimab verabreicht wurde, eine niedrigere monatliche Rate an HAE-Attacken im Vergleich zu Patienten, die Placebo erhielten. Darüber hinaus waren mehr Patienten, die Garadacimab erhielten, in den ersten 3 Monaten der Behandlung im Vergleich zu Placebo anfallsfrei.

## Handelsnamen und Zulassung
Andembry (CSL Behring): 
 Januar 2025,
   Februar 2025,
 Juli 2025